# Dâr-al-Makhzen (Rabat)
La Dâr-al-Makhzen è la residenza ufficiale dei sovrani del Marocco. Si trova nella capitale marocchina, Rabat, capoluogo dell'omonima prefettura nella regione di Rabat-Salé-Kenitra.

## Storia
La storia della Dâr-al-Makhzen è inscindibilmente legata alla dinastia alawide, ancora regnante.
Nel XVIII secolo Rabat venne designata come città imperiale dal sultano Muḥammad III, che vi costruì il palazzo (anche se non designò la città come sua capitale, visto che si muoveva continuamente tra Rabat, Fès e Marrakech).
Anche se i sovrani marocchini avevano molte residenze a loro disposizione, quando fu dichiarata l'indipendenza dalla Francia, nel 1956, essi scelsero di mantenere il palazzo detto Dār al-Makhzen come palazzo principale del monarca.
Alcuni sovrani, in particolare Muḥammad V, preferirono la più piccola e relativamente isolata residenza di Dar es Salaam, più lontano dal centro della città, mantenendo comunque il palazzo reale di Rabat come loro residenza ufficiale e amministrativa.

## Architettura

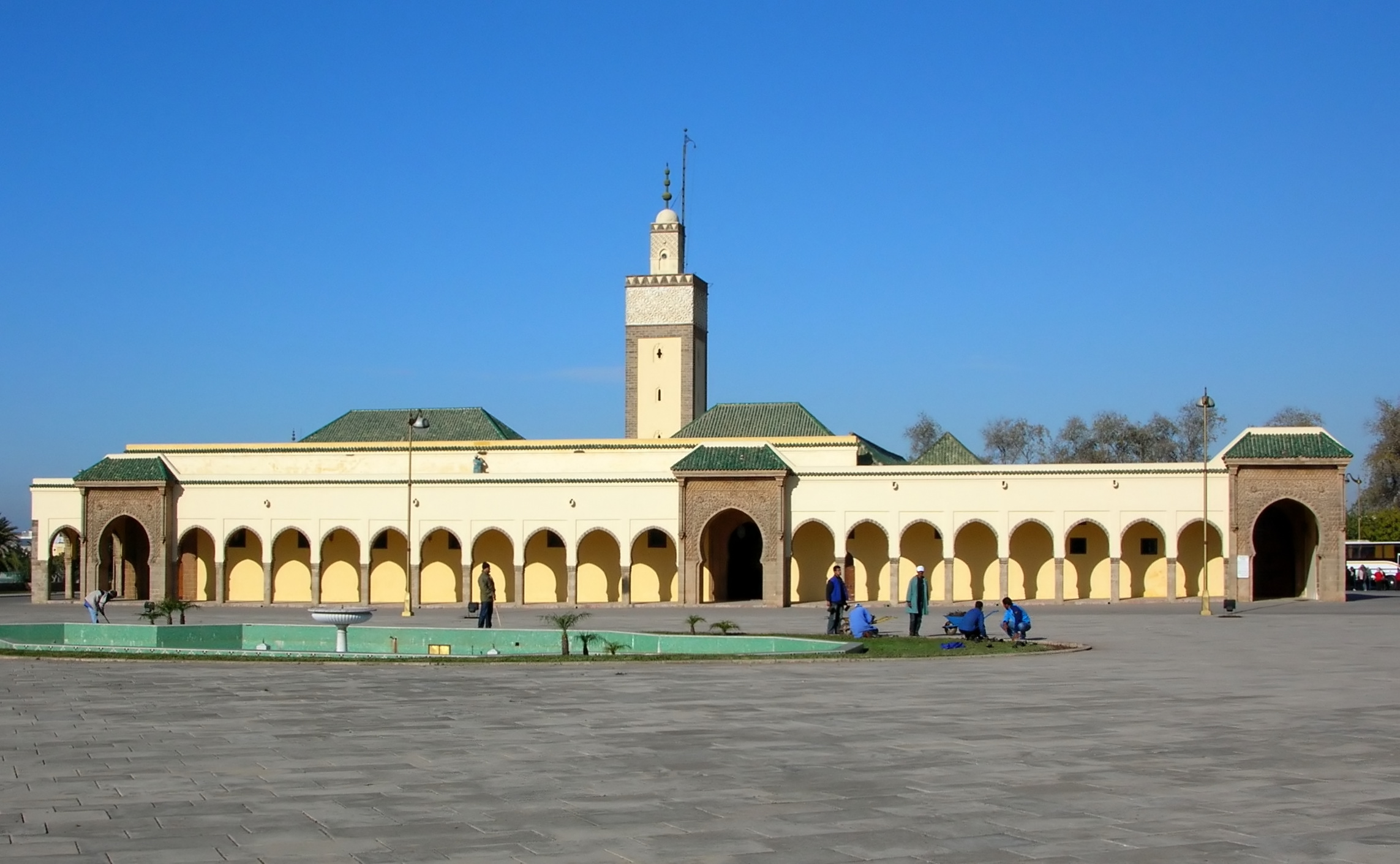
La moschea del Palazzo reale.

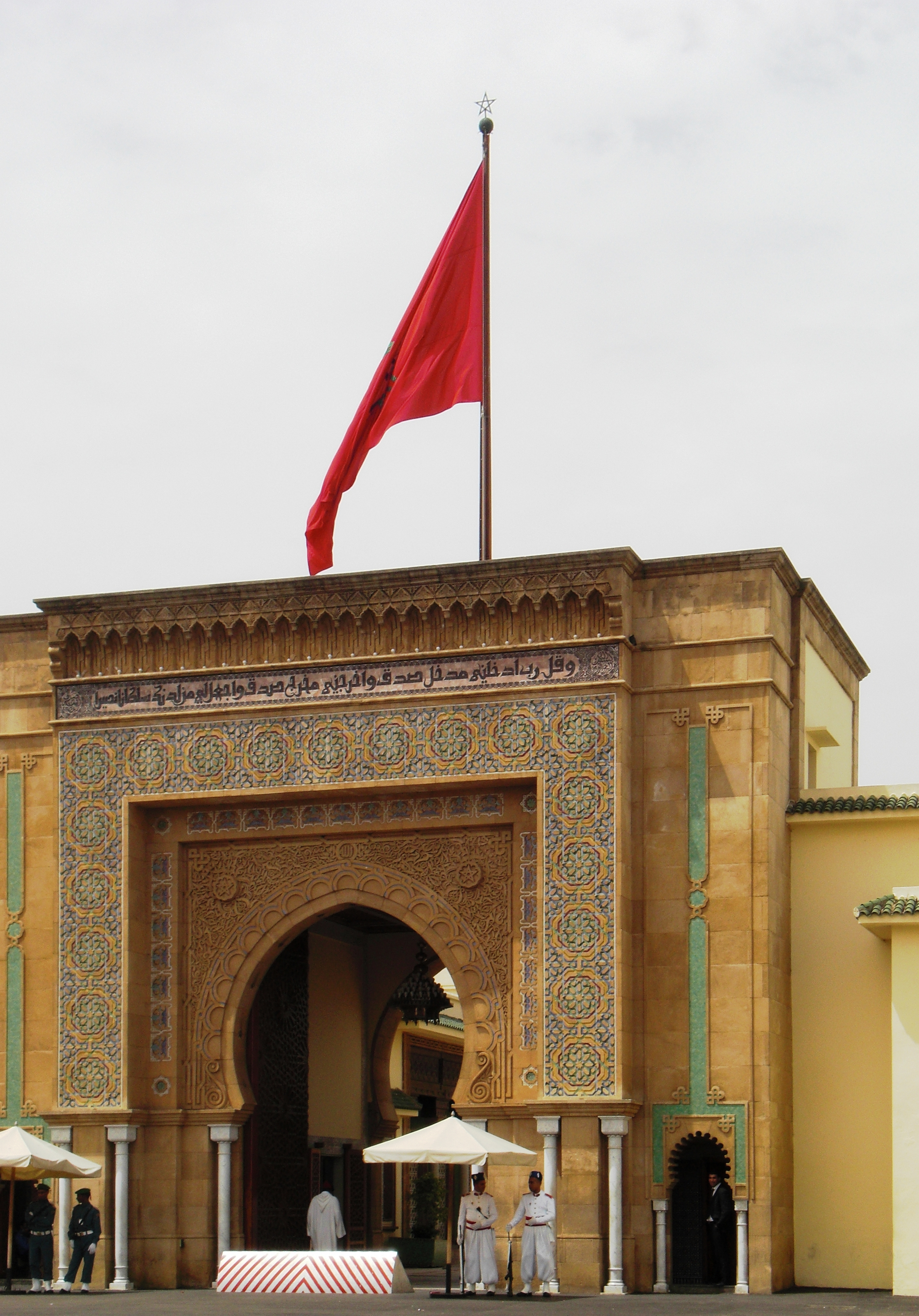
L'entrata del Palazzo reale, sovrastata dalla bandiera marocchina.

Il palazzo reale di Rabat è un complesso architettonico in stile islamico, caratterizzato da motivi geometrici islamici, circondato da mura, il cui ingresso principale si apre su una vasta piazza d'armi, il Mechouar, che contiene anche una piccola moschea, utilizzata per le cerimonie pubbliche, come il ritorno dall'esilio di Muhammad V nel 1955.
Il complesso del palazzo, in primo luogo, ospita la Guardia reale marocchina. Inoltre contiene anche il Royal College, una scuola per i soli membri anziani della famiglia reale, una scuola di cucina ed una biblioteca costruita per contenere la raccolta di manoscritti di Ḥasan II.
Ci sono anche ampi giardini interni alla francese e terreni che circondano il palazzo.

## Il Collège royal
Nel palazzo reale ha sede il Collège royal (in passato Collège impérial), un istituto d'istruzione primaria e secondaria fondato nel 1942 dal moulay Muhammad bin Yusuf, per farvi studiare i figli Hasan e Abdellah.
Lo scopo dell'istituto, ancora oggi operativo, era impartire un'educazione moderna che conservasse un'identità collettiva e i primi gruppi di studenti che accolse si dividevano in due classi da una dozzina ciascuna di alunni d'élite.